# 大和田稔
大和田 稔（おおわだ みのる、1942年3月30日 - ）は、福島県田村郡滝根町（現・田村市）出身（神奈川県生まれ）の元調教師・元騎手。
息子はJRA調教師の大和田成。

## 来歴
1958年に中山・二本柳俊夫厩舎の騎手候補生となり、1959年に騎手免許を取得し、同厩舎より騎手デビューする。1年目の同年は9月13日の東京第7競走4歳以上・ハルワード（11頭中4着）で初騎乗を果たし、11月1日の東京第4競走障害4歳以上・クイントツプで初勝利を挙げる。同年は4勝をマークするが、全て障害戦のクイントツプで挙げたものであった。
2年目の1960年には10月1日の中山第7競走4歳以上60万下・フエニツクスで平地初勝利を挙げ、3年目の1961年には初の2桁となる18勝をマーク。
1961年から1974年まで14年連続2桁勝利をマークし、1962年には読売カップ（春）・ゲンタロウで重賞初制覇を挙げ、1963年からは平地での騎乗に専念。
1965年のクモハタ記念ではブツシヤンでコレヒデをアタマ差破り、同馬では1967年の安田記念でも自身が新馬に騎乗したヒシマサヒデをアタマ差破って制す。
1966年には天候不良のためダートに変更された目黒記念（春）でダイニテンランに騎乗し、48kgの最軽量を生かして、ブルタカチホ・ウメノチカラ・カブトシロー・ミハルカスを抑えて制す。
1970年には自己最多の37勝を挙げ、同年の東京優駿ではトレンタムで逃げて見せ場を作り、アローエクスプレスに先着の4着に健闘。同馬ではカブトヤマ記念を制し、3年ぶりの重賞制覇。
1971年には1月2日からオーストラリアへ遠征し、モーフェットビルで行われた国際騎手招待競走で5着となり、同9日にはローズビルガーデンズで行われたインターナショナルステークス（距離2000m、10頭立て）で優勝。1959年の野平祐二以来、12年ぶりにオーストラリアで優勝した日本人騎手となった。同年にはポピーオンワードでクイーンステークスを制すが、1番人気に支持されたビクトリアカップでは12着と大敗している。
1972年にはジーガーでステイヤーズステークスを制すが、現役最後の重賞制覇となった。
1975年は8勝、1976年は6勝に終わり、1976年10月17日の中山第3競走3歳新馬・シャダイエッセが最後の勝利となった。
1977年には関東の騎手で唯一、調教師免許を取得。シャダイエッセに騎乗した2月27日の中山第8競走4歳短距離特別（16頭中11着）を最後に現役を引退。騎手成績は中央競馬通算2464戦316勝。
引退後は1978年に開場したばかりの美浦トレセンで厩舎を開業し、4月22日の東京第6競走4歳300万下・ホクエイカンナ（13頭中7着）で初出走を果たすと、8月6日の新潟第1競走アラブ3歳未勝利・イチハジメ（延べ9頭目）で初勝利を挙げた。
1981年には調教技術賞（関東）を受賞し、1983年には優秀調教師賞（関東）を受賞。1983年にはオールカマー・スイートカーソンで重賞初制覇を挙げるが、福島記念も制して連勝で2勝目もマーク。
1986年にはキッポウシがカブトヤマ記念を逃げ切るが、騎手時代に制したカブトヤマ記念を調教師としても制す。
1987年にはミスターブランディが4連勝で福島記念を逃げ切り、有馬記念ではレジェンドテイオーの2番手を追走して5着と健闘。1988年のオールカマーでは12番人気でスズパレードの2着に逃げ粘り、1989年の関屋記念では14番人気でマティリアルを破る。1989年はオールカマーでオグリキャップの3着に入り、福島記念では2勝目、大和田自身は3勝目を挙げる。
1993年にはペガサスで福島記念4勝目、1994年にはシルクグレイッシュで福島記念を連覇し5勝目を挙げるが、2着にはペガサスが入って管理馬のワンツーとなった。シルクグレイッシュは当初小野次郎を騎乗させる予定であったが、小野が同日の第4競走で落馬負傷したため、急遽当時顔すらも知らなかったという後藤浩輝に騎乗させた。なお後藤にとってはこの勝利が重賞競走初勝利となったが、その後は騎乗依頼はあまり来なかったものの、約3年後の1997年2月8日に東京第11競走バレンタインステークスにて同馬に久々に騎乗。結果は9着で、シルクグレイッシュにとっては最後のレースとなったが、それを除く管理馬に後藤を騎乗させることはほとんどなかった。
1996年の14勝を最後に1桁台が続き、1997年はシルクライトニングで皐月賞2着に入るが、東京優駿ではスタート直前に落鉄して発走除外となっている。
2007年には初めて年間0勝に終わり、2008年には12月7日の中山第9競走クリスマスローズステークス・スガノメダリストで中央通算400勝を達成するが、結局この400勝が最後の勝利となった。
2009年2月28日付で調教師を勇退し、最終日の同日は中山で3頭出走させ、第3競走3歳未勝利・シルクエスポワール（15頭中6着）が最後の出走となった。通算成績は、中央5483戦400勝、地方119戦4勝。

## 騎手成績

### 主な騎乗馬
重賞競走優勝馬（騎乗時）
- ゲンタロウ（1962年読売カップ）
- ブツシヤン（1965年クモハタ記念、1967年安田記念）
- ダイニテンラン（1966年目黒記念 (春)）
- オンワードウエル（1967年オールカマー）
- トレンタム（1970年カブトヤマ記念）
- ポピーオンワード（1971年クイーンステークス）
- ジーガー（1972年ステイヤーズステークス）

その他
- ヒシマサヒデ

## 調教師成績

### 中央
|            | 日付          | 競馬場・開催・レース | 競走名          | 格   | 馬名             | 頭数 | 人気 | 着順 |
| ---------- | ------------- | -------------------- | --------------- | ---- | ---------------- | ---- | ---- | ---- |
| 初出走     | 1978年4月22日 | 3回東京1日6R         | 4歳300万下      | -    | ホクエイカンナ   | 13頭 | 4    | 7着  |
| 初勝利     | 1978年8月6日  | 2回新潟8日1R         | アラブ3歳未勝利 | -    | イチハジメ       | 5頭  | 1    | 1着  |
| 重賞初勝利 | 1983年9月25日 | 4回中山4日11R        | オールカマー    | 重賞 | スイートカーソン | 9頭  | 2    | 1着  |

### 地方
|        | 日付          | 競馬場・レース        | 競走名                    | 格     | 馬名             | 頭数 | 人気 | 着順 |
| ------ | ------------- | --------------------- | ------------------------- | ------ | ---------------- | ---- | ---- | ---- |
| 初出走 | 1997年5月3日  | 1回新潟（公営）3日11R | オープス中郷開設4周年記念 | -      | オンワードパーク | 12頭 | 6    | 6着  |
| 初勝利 | 2000年9月21日 | 8回高崎3日9R          | 長月特別                  | 指定OP | ウインジュリアン | 9頭  | 6    | 1着  |

### 主な管理馬
重賞競走優勝馬（管理時）
- スイートカーソン（1983年オールカマー、福島記念）
- キッポウシ（1986年カブトヤマ記念）
- ミスターブランディ（1987年福島記念、1989年関屋記念、福島記念）
- シノンシンボリ（1987年中山大障害 (秋)）
- ペガサス（1992年新潟3歳ステークス、1993年福島記念）
- シルクグレイッシュ（1994年福島記念）

その他
- シルクライトニング（1997年皐月賞2着）

### 表彰
- 調教技術賞（関東）
  - 1981年
- 優秀調教師賞（関東）
  - 1983年、1991年

## 主な厩舎所属者
※太字は門下生。括弧内は厩舎所属期間と所属中の職分。
- 伊藤暢康（1987年-2005年 騎手、2005年-2009年 調教助手）
- 矢原洋一（1995年-2002年 騎手）